# Rei dels jueus

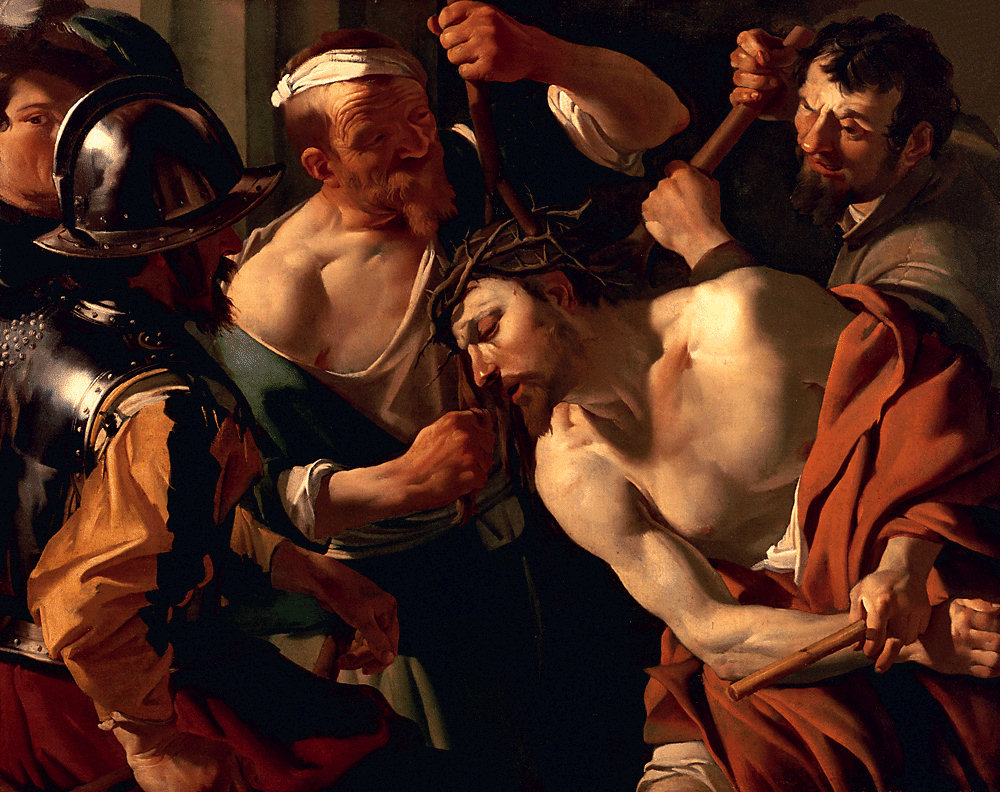
Jesús, coronat d'espines amb un mantell porpra com elRei dels Jueus, essent objecte de burla i colpejat durant la seva Passió, representat per Dirk van Babur (1623)

"Rei dels jueus" és la denominació amb què al Nou Testament s'anomena a Jesús de Natzaret en una sèrie d'episodis, tant al començament com al final de la seva vida.
A la narració de la Nativitat de Jesús a l'Evangeli de Mateu, els tres Reis Mags d'Orient vinguts des d'orient anomenaren Jesús com el "Rei dels Jueus ", provocant que el rei Herodes ordenés la Massacre dels Innocents. A la narració de la Passió de Jesús, als quatre Evangelis canònics, l'ús del títol de "Rei dels Jueus" porta els càrrecs en contra de Jesús que es tradueixen en la seva crucifixió
Al Nou Testament, el títol "Rei dels Jueus" és utilitzat només pels gentils, és a dir, pels Mags, Ponç Pilat i els soldats romans. En contrast, els líders jueus utilitzen el denominació "Rei d'Israel".